# Alfa Romeo Brera
Alfa Romeo Brera (939) — спортивний автомобіль, що випускається автомобільною компанією «Alfa Romeo» з 2005 року до 2010. Родстер Spider почав випускатися з 2006 року до 2010. Обидві моделі створені дизайнерським ательє Pininfarina.
Загалом було вироблено 12 488 автомобілів Spider та 21 786 авто Brera.

## Опис

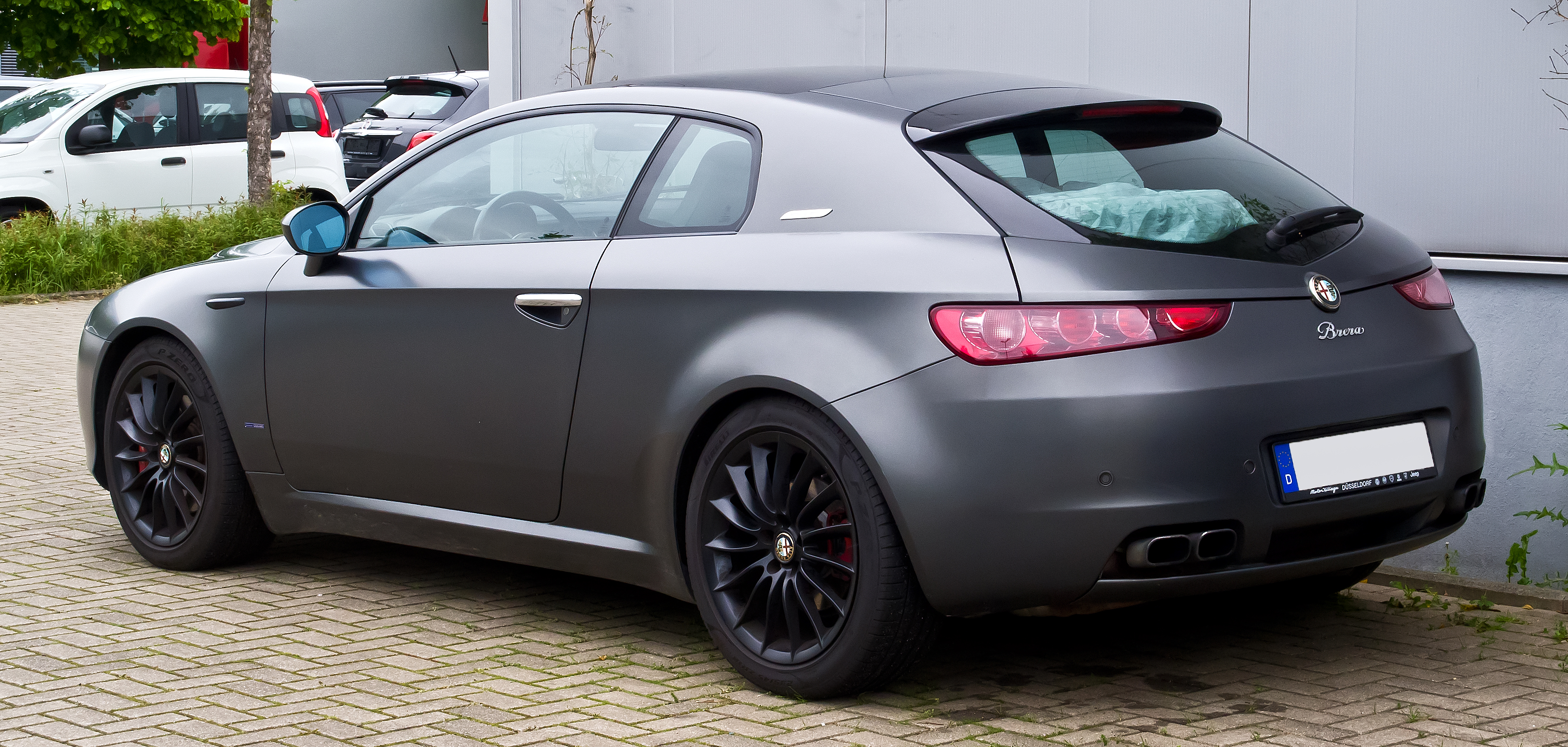
Alfa Romeo Brera

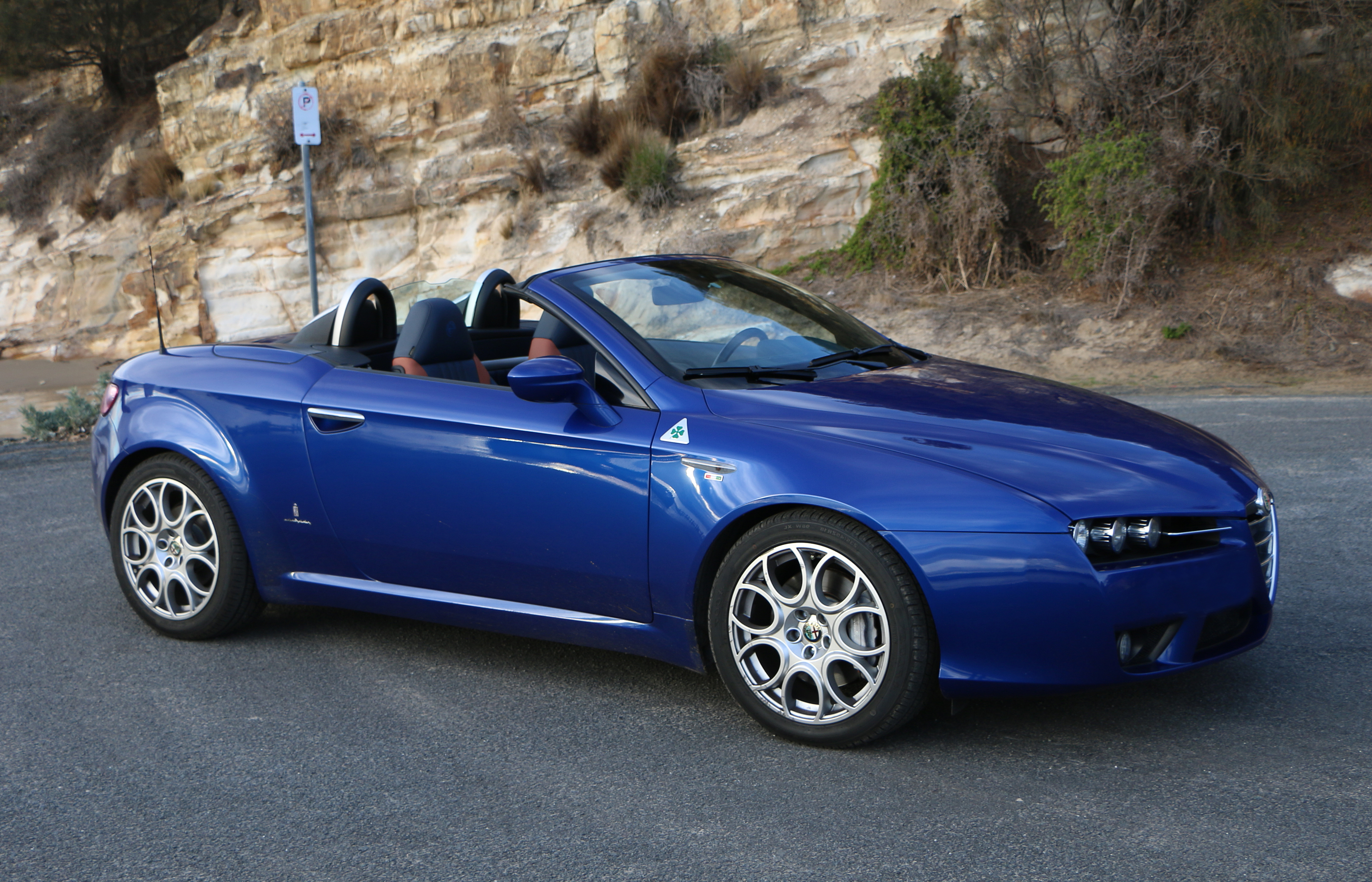
Alfa Romeo Spider

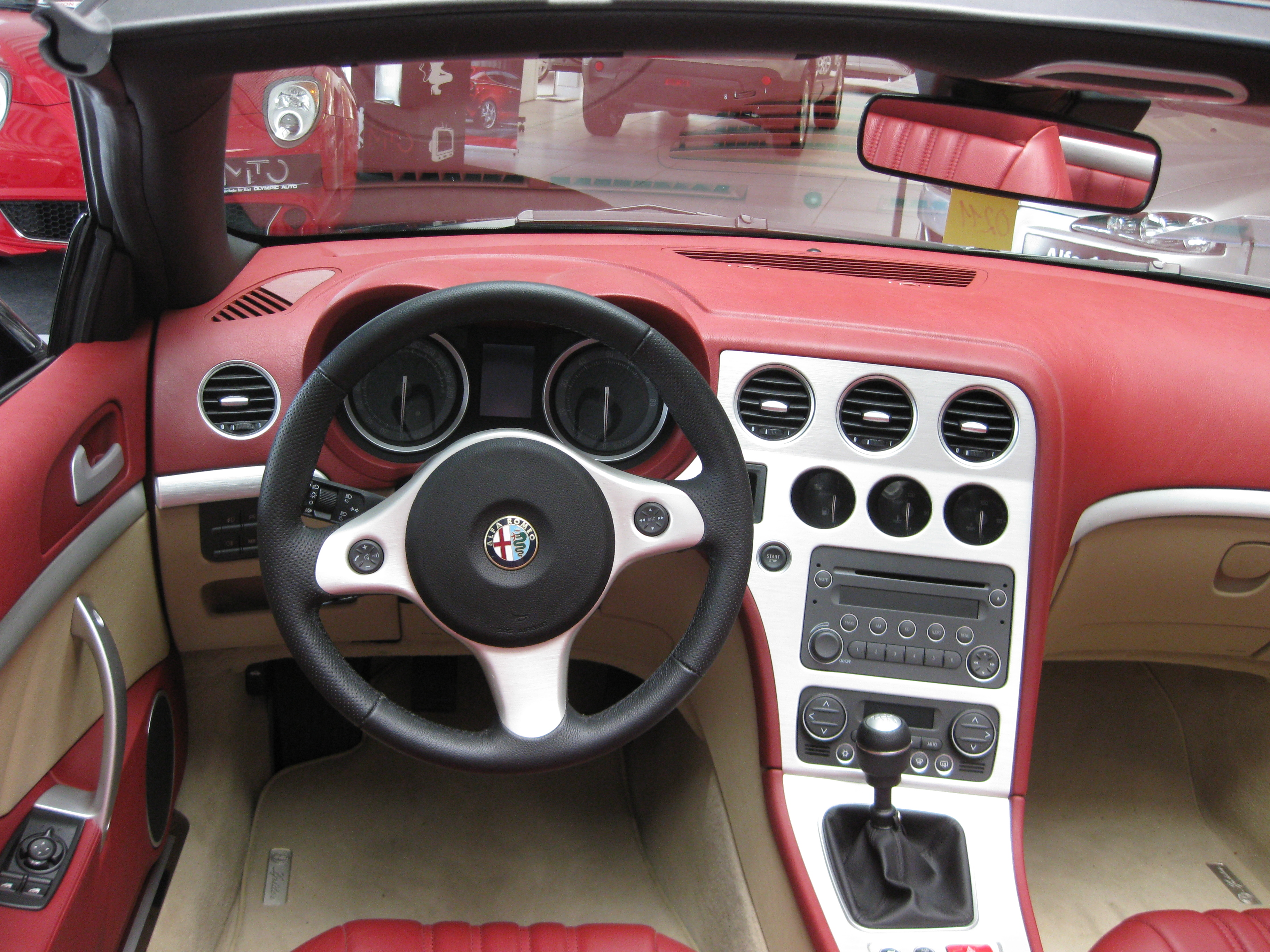
Салон

Alfa Romeo Brera поєднує в собі всі необхідні елементи для створення ідеального купе з чудовим дизайном, гідною продуктивністю і широким діапазоном двигунів. При погляді під певним кутом дана модель нагадує широко відому Audi TT. Оригінальний зовнішній дизайн Alfa Romeo Brera доповнюється значними габаритами — довжина автомобіля складає 4,41 м, ширина — 1,83 м, висота — 1,37 м, колісна база — 2,52 м. Але, не дивлячись на це, модель виглядає досить компактно. Гармонія форми і розмірів у поєднанні з незвичайним дизайном забезпечують Brera привабливий і стильний вигляд, який є законодавцем стандартів для всіх автомобілів типу купе. Інтер'єр автомобіля відрізняється комфортом і продуманою функціональністю. В оздобленні використовуються високоякісні і приємні на дотик матеріали: дорогий пластик, шкіра і алюміній. Для Alfa Romeo Brera на вибір доступні бензинові агрегати, об'ємом 2.2 л (185 к.с.) і 3.2 л V6 (260 к.с.) — обидва з системою прямого вприскування палива — і турбодизель, об'ємом 2.4 л (200 к.с.). Двигуни працюють в парі з 6-ступінчастою механічною або автоматичною коробкою передач (залежно від комплектації) і повністю відповідають екологічним стандартам. 

## Двигуни
| Двигун            | Об'єм [см³] | Потужність [к.с.] при об/хв | Крутний момент [Нм] при об/хв | Циліндри | Клапани |
| ----------------- | ----------- | --------------------------- | ----------------------------- | -------- | ------- |
| 1.75 TBi          | 1742        | 200/5000                    | 320/1400                      | І4       | 16      |
| 2.2 JTS           | 2198        | 185/6500                    | 230/4500                      | І4       | 16      |
| 3.2 JTS           | 3195        | 260/6200                    | 322/4500                      | V6       | 24      |
| 2.0 JTDm          | 1956        | 170/4000                    | 360/1750                      | І4       | 16      |
| 2.4 JTDm Q-Tronic | 2387        | 200/4000                    | 400/2000                      | І5       | 20      |
| 2.4 JTDm          | 2387        | 210/4000                    | 400/1500                      | І5       | 20      |

## Виробництво
| Brera  | 1,630 | 8,248 | 4,795 | 3,770 | 1,629 | 1,589 | 21,661 |
| Spider | 0     | 2,838 | 4,535 | 2,559 | 999   | 1,432 | 12,363 |

*зазначено у документах виробництва Pininfarina

## В іграх
- Автомобіль присутній в іграх Need for Speed: Carbon, Gran Turismo 5, Test Drive Unlimited 2 і Forza Motorsport 3.

## Нагороди
- Brera була номінована на статус Найкращою Європейської Машини 2007 року в Японії
- Найкраще спортивне купе — What Diesel Car?
- European Automotive Design Award 2006 рік
- Найкращий дизайн, 2006 рік від журналу Autocar UK
- Найкраще купе — Croatian Car of the Year Awards 2006